# Johann Nepomuk Fritsch
Johann Nepomuk Fritsch (* 25. November 1791 in Neustadt an der Tafelfichte (Böhmen); † 15. Februar 1872 in Traunstein) war ein österreichischer Jurist und Politiker.

## Leben
Fritsch absolvierte von 1809 bis 1816 ein Studium der Rechtswissenschaften und Philosophie in Prag und Wien. Danach war er Konzeptspraktikant beim Kreisamt in Salzburg, bei der Landesregierung in Linz und seit 1820 bei der vereinigten Hofkanzlei in Wien. Von 1822 bis 1824 war er erneut in Linz, danach Kreiskommissär in Wels, ab 1841 Regierungsrat und Kreishauptmann in Ried im Innkreis, erster Kreisrat und von 1850 bis 1854 Statthaltereirat sowie Administrator der Schulbehörde in Linz.
Er war vom 18. Mai 1848 bis zum 19. April 1849 Mitglied der Frankfurter Nationalversammlung für Österreich ob der Enns und Salzburg in Wels in der Fraktion Casino. Außerdem war er im Juni 1848 Mitglied im Ausschuss zur Begutachtung der österreichisch-slawischen Frage.